# Talassa
Talassa (gr. Θαλασσα, łac. Thalassa) – w mitologii greckiej pierwotna bogini morza, jedna z Protogenoi. Była jedynie uosobieniem (personifikacją), a nie ciałem fizycznym morza. Talassa jest żeńskim odpowiednikiem Pontosa.
Uchodziła za córkę Etera (Światło) oraz Hemery (Dzień). Z Pontosem zrodziła dziewięciu Telchinów oraz Halię. Według Hezjoda Talassa zrodziła Afrodytę, kiedy odcięte genitalia Uranosa spadły do morza. Hygin pisze też, że potomstwem Talassy i Pontosa były ryby. 
Talassę przedstawiano jako kobietę zanurzoną w morzu ubraną w wodorosty. W ręku trzyma wiosło, a na jej głowie widnieją rogi.
W 2011 roku artysta Swoon w atrium Muzeum Sztuki w Nowym Orleanie ustawił instalację site-specific przedstawiającą boginię Talassę. 